# 류래완
류래완(柳來琬, 1888년 5월 12일~1956년 9월 12일)은 대한민국의 정치인이다. 제헌 국회의원이었으며, 본관은 진주이며, 경기도 양평군 출신이다.

## 학력
- 일본 고베 공립 주천 상공실업학교 상학과 전문학사
- 일본 와세다 대학 정치경제학과 중퇴
- 대한민국 국방대학교 행정학사 1기(1956년 2월)

## 역대 선거 결과
|  | 20.39% |

|  | 0% |

## 참고 자료
- 《대한민국 의정총람》, 국회의원총람발간위원회, 1994년
- 류래완 - 대한민국헌정회